# SexPrivé Club (programa)
SexPrivé Club é um programa sobre sexo da Band com reprise no SexPrivé.

## Histórico
SexPrivé Club estreou em 17 de outubro de 2020 na Band, como uma parceria entre o canal. O programa de estréia foi temático, com fantasias sexuais, máscaras e fetiches. Em dezembro de 2021, o programa passou a ser gravado nos estúdios da Newco Pay TV, foi repaginado e ganhou novo cenário. Em 2023, o programa fez parceria com o Sexy Clube, da Revista Sexy.

## Programação
O programa passa às 3h do domingo na Band, após o Cine Privé, com reprise às 22h no SexPrivé. O programa também é disponibilizado no serviço de streaming SexPrivé Club.
Entre os segmentos originais, estavam contos eróticos, um top 5 de cenas de filmes adultos e pílulas sobre dúvidas de tabus. Ele era apresentado por Krishna Mahon, Maru Karv e Érica Vieira, que apresentava o "Dicas da Erica".
Em 2021, Phil Karv, esposo de Maru Karv, ganhou um quadro no programa.
Em dezembro de 2022, Maru Karv saiu do programa e foi substituida por Joyce Guimiero. Os quadros eram "Correspondente da Safadeza", programa jornalístico apresentado por Erica  "Rolê Gozado", programa de jornalismo gonzo apresentado por Krishna, "Cam Girls" que apresenta modelos de webcam famosas, e "Troca-troca", com temas LGBT Bella la Pierre  e Rafael Ventura. Também estrearam novas brincadeiras, como "Frases que podemos usar no sexo e…", "Safada ou Recatada" e "5 segundos".
Em 2023, estreou o segmento “Papo de Pijama” realiza entrevistas apresentadas por Mah Correa e Soraya Blonde.